# بوبي لوملي
بوبي لوملي (بالإنجليزية: Bobby Lumley)‏ هو لاعب كرة قدم بريطاني في مركز جناح ‏، ولد في 6 يناير 1933 في Leadgate, County Durham ‏ في المملكة المتحدة، وتوفي في 25 فبراير 2017. لعب مع تشارلتون أثلتيك ونادي تشيسترفيلد ونادي غيتزهد ونادي كينغز لين ونادي هارتلبول يونايتد.